# Hans-Jürgen Gerhardt
Hans-Jürgen Gerhardt (ur. 5 września 1954 w Altenburgu) – niemiecki bobsleista, dwukrotny medalista olimpijski z Lake Placid.
Reprezentował barwy NRD. Wcześniej był lekkoatletą (110 m przez płotki). Igrzyska w 1980 były jego jedyną olimpiadą. W dwójkach wspólnie z Bernhardem Germeshausenem zajął drugie miejsce. Obaj wchodzili także w skład zwycięskiej enerdowskiej czwórki, prowadzonej przez Meinharda Nehmera. Pięciokrotnie stawał na podium mistrzostw świata, trzy razy sięgając po złoto: w czwórkach (1977, 1981) oraz dwójkach (1981, z Germeshausenem).